# Аргунт
Аргунт — «скифский» царь. Упоминается единственный раз в сборнике биографий римских императоров, где сказано, что он, узнав о смерти префекта претория Мизитея (243 год), управлявшего Римом при императоре Гордиане III, начал разорять соседние царства
Имя Аргунта упоминается у ранних зарубежных исследователей истории России.
Х. Вольфрам пишет, что выражение «царь скифов», использованное в источнике, указывает на заимствование его из сочинения историка Дексиппа, бывшего современником событий и называвшего скифами готов. Л. Шмидт предположил, что имя Аргунт образовано путём соединения имён готских полководцев царя Остроготы Аргайта и Гунтериха, упоминаемых Иорданом. Вольфрам, вопреки Альфельди, считает, что дата 243—244 год ошибочна, и речь идёт о готском вторжении 250 года